# ستروپشین
ستروپشین (به چکی: Stropešín) یک منطقهٔ مسکونی در جمهوری چک است که در منطقه تربیچ واقع شده‌است. ستروپشین ۶٫۹ کیلومتر مربع مساحت و ۱۱۴ نفر جمعیت دارد و ۴۳۸ متر بالاتر از سطح دریا واقع شده‌است.